# إسملتيت

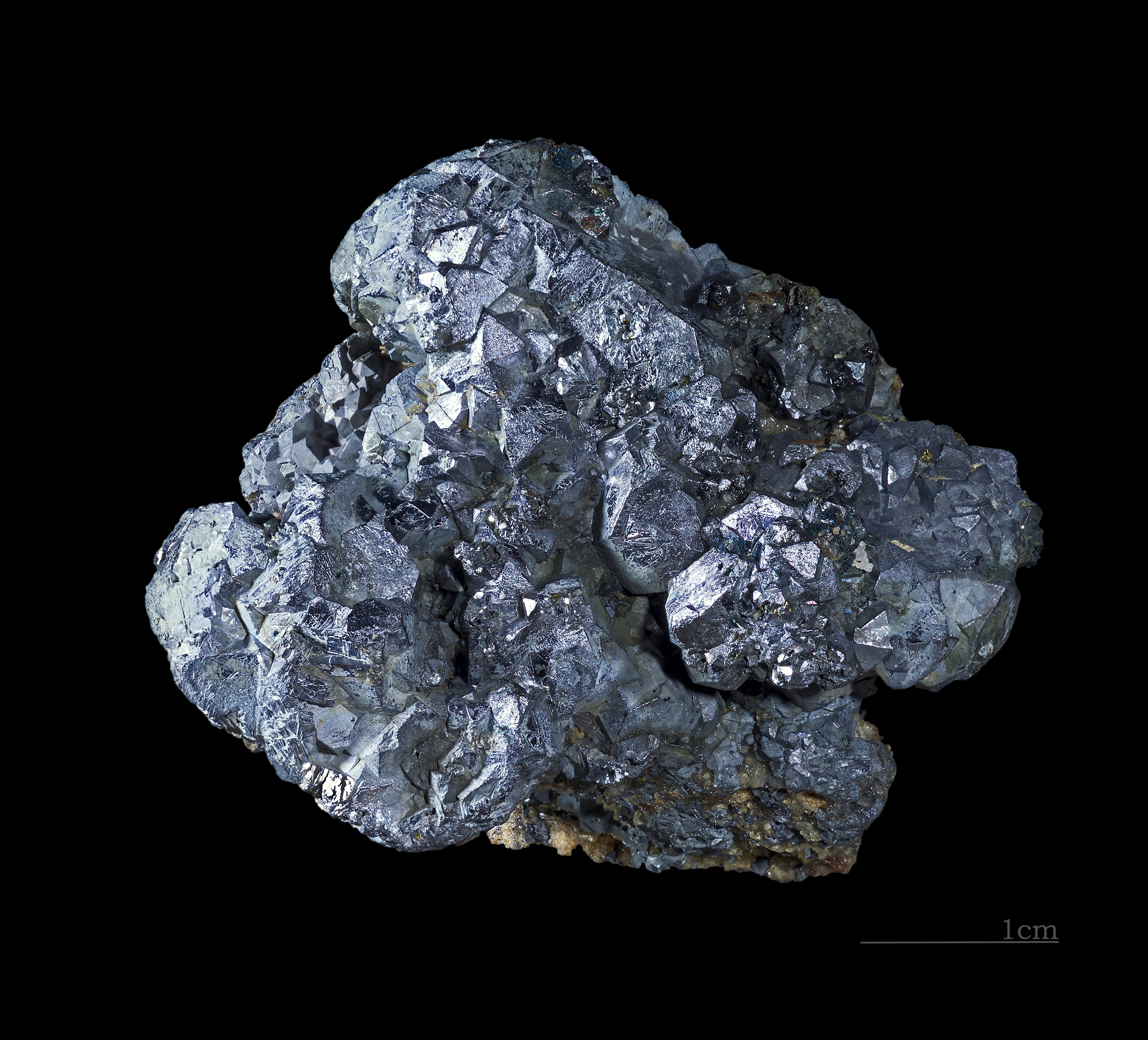
عينة من الإسملتيت

الإسملتيت (سمالتيت) هو شكل متحور من معدن السكوتيروديت المتكون من عناصر الكوبالت والحديد والنيكل، بالإضافة إلى الزرنيخ على هيئة زرنيخيد.
يتبلور الإسملتيت في نظام بلوري مكعب بشكل مشابه للبنية البلورية للبيريت. يعثر على المعدن عادة في شكل كتلي متراص أو حُبَيبات، وله بريق فلزي معدني، وله مخدش أسود رمادي. تبلغ الصلادة على مقياس موس مقدار 5.5، بالتالي فهو متوسط الصلادة؛ في حين أن كثافته النوعية تبلغ مقدار 6.5.